# Château Grand-Puy-Ducasse
Koordinaten: 45° 11′ 59,5″ N, 0° 44′ 47,7″ W

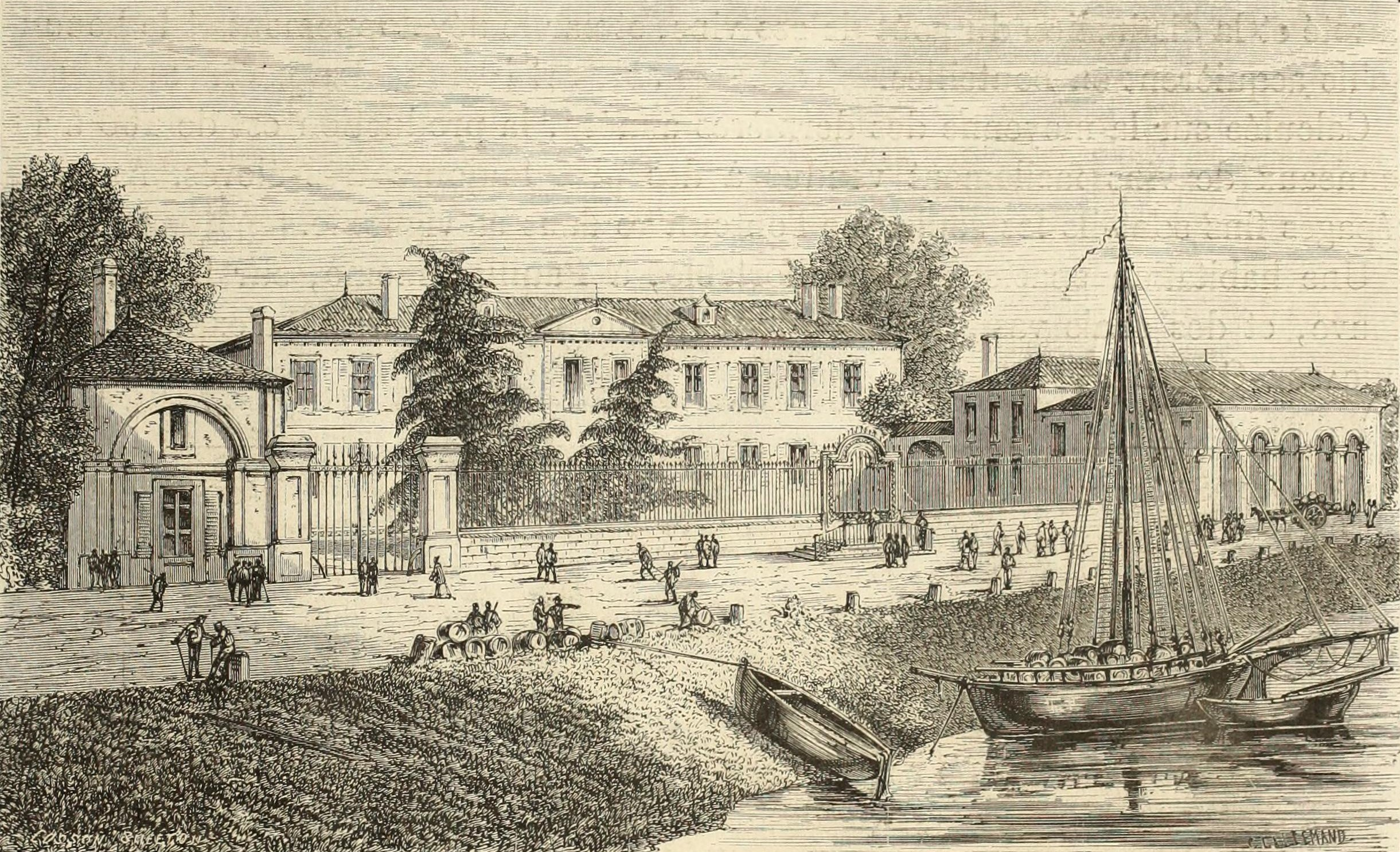
Château Grand-Puy Ducasse; Illustration aus dem Jahr 1838.

Château Grand-Puy-Ducasse ist ein Weingut in der Appellation Pauillac bei Bordeaux. Château Grand-Puy-Ducasse ist ebenfalls der Name des Rotweins, der auf diesem Gut produziert wird. Das Château wurde 1855 als eines von achtzehn Cinquièmes Crus Classés (Fünftes Gewächs) in der offiziellen Bordeaux-Weinklassifikation von 1855 bewertet. Das Château verfügt über insgesamt 50 Hektar Grundfläche, von denen 38,66 Hektar mit Weinstöcken bepflanzt sind.

## Geschichte
Das Weingut wurde im 18. Jahrhundert begründet. Pierre Ducasse, seinerzeit einer der größten Grundbesitzer in Pauillac, erwarb im 18. Jahrhundert einen Teil der verstreut liegenden Rebflächen von seinem Großvater Artigues Arnaud und erweiterte den Besitz. Das Anwesen bekam den Namen „Ducasse-Grand-Puy-Artigues-Arnaud“. Der Namensteil Grand-Puy (Großer Berg) bezieht sich auf eine Gemarkung innerhalb der Gemeinde Pauillac. Das Château war danach lange im Besitz der Weinhandelsgruppe Cordier-Mestrezat. Dieses Unternehmen musste 2004 aufgrund finanzieller Probleme seine gesamten Weingüter an die Investmentgruppe des Crédit Agricole verkaufen.

## Weinberge
Während das alte Château am Kai von Pauillac erbaut wurde, liegen die 38 Hektar großen Weinfelder von Château Grand-Puy-Ducasse an drei verschiedenen Stellen verteilt. Die nördlichen Weinberge liegen in unmittelbarer Nachbarschaft zu Château Mouton-Rothschild und Château Lafite-Rothschild, die westlichen Flächen liegen in der Gemarkung Grand-Puy und die südlichen Flächen liegen in der Gemarkung Batailley. Die Rebflächen sind mit 60 % davon Cabernet Sauvignon und 40 % Merlot bestockt. Typisch für diese Region besteht der Boden aus tiefem Kies auf einer Kalkstein-Basis.

## Der Wein
Chateau Grand-Puy-Ducasse produziert ca. 10.000–12.000 Kisten Wein (a 12 Flaschen a 0,75 ltr) in einem durchschnittlichen Jahr. Die Fermentation findet in Temperatur-kontrollierten Edelstahl-Behältern statt, anschließend wird der Wein in Barriques verfüllt.
Der Zweitwein des Château heißt Prélude à Grand-Puy-Ducasse.